# カールソン・カンパニーズ
カールソン・カンパニーズ （英: Carlson Companies）は、アメリカ合衆国の非公開企業であり、ホテルと旅行の関連事業を世界各地で展開している。ビジネストラベルマネジメントの世界最大手であるカールソン・ワゴンリー・トラベル、レジドールとの提携事業であるカールソン・レジドール・ホテルズの各部門がある。グループ内にマーケティング会社「カールソン・マーケティング」もあり、企業向けのホスピタリティー・プログラムやイベント企画運営などを扱っている。

## 沿革
カールソン・カンパニーズの前身であるゴールド・ボンド・スタンプ・カンパニーは、カート・カールソン（Curt Carlson、1914年6月9日-1999年2月19日）によって、1938年にミネアポリスで創業された。ゴールド・ボンド・スタンプ・カンパニーは商品券を扱う会社で、創業当時、アメリカ国内では一般的とは言えなかった商品券ビジネスを身近な存在にしていった。その後社名をプレミアム・サービス・コーポレーションに改め、商品券ビジネスをカナダに広める。
1962年に、ミネアポリスのラディソン・ホテルを買収しホテル事業に進出。
1973年に、社名を現在のカールソン・カンパニーズに変更。
1977年に、カントリー・キッチン・インターナショナル社を傘下に収め、レストラン事業を強化。
1987年に、ホテル事業でカントリーイン&スイーツのブランドを設立。
1994年に、フランスのパリに拠点を置くワゴン・リとの提携により、カールソン・ワゴンリー・トラベル（CWT）を設立、後に同社はビジネストラベルマネジメント事業の世界最大手に成長する。また、ヨーロッパを中心にホテル事業を展開するレジドール・グループと最初の提携を締結、以後提携は段階的に発展し、傘下のホテルはカールソン・レジドール・ホテルズにより運営される。
1997年に、フォーシーズンズホテルからリージェントのブランドネームの権利を獲得し、ラグジュアリーホテル経営に進出する。
1999年に、創業者カート・カールソンが死去。
2000年に、ホテル事業でパークプラザ、パークインの両ブランドを買収した。
2001年に、クルーズの大手であるクルーズ・ホリデーズとそのフランチャイズ組織を買収した。
2010年6月に、リージェントホテル部門を、台湾の台北晶華酒店（グランドフォルモサリージェント台北、現リージェント台北）を所有する晶華国際酒店集団（フォルモサ・インターナショナル・ホテル・コーポレーション＝FIHC）に、5600万ドル（約17億5000万台湾元）で売却すると発表した。
2014年に、ホテル事業・旅行事業に専念するため、レストラン事業のTGIフライデーズを売却した。また、カールソン・ワゴンリー・トラベルの全ての所有権（株式）を取得した。